# Витни (Небраска)
Витни (енгл. Whitney) град је у америчкој савезној држави Небраска.

## Демографија
По попису из 2010. године број становника је 77, што је 10 (-11,5%) становника мање него 2000. године.
| Група             | 2000.      | 2010.      |
| Белци             | 85 (97,7%) | 64 (83,1%) |
| Афроамериканци    | 0 (0,0%)   | 2 (2,6%)   |
| Азијати           | 0 (0,0%)   | 0 (0,0%)   |
| Хиспаноамериканци | 2 (2,3%)   | 9 (11,7%)  |
| Укупно            | 87         | 77         |